# Miguel Ángel Granados Chapa
Miguel Ángel Granados Chapa (Pachuca, Hidalgo, 10 de marzo de 1941-Ciudad de México, 16 de octubre de 2011) fue un periodista mexicano.

## Biografía
Parte de su formación académica se dio en la Universidad Nacional Autónoma de México, donde cursó de manera simultánea las licenciaturas en Periodismo y Derecho, para después estudiar, sin graduarse, el doctorado en Historia por parte de la Universidad Iberoamericana.
En 1977 empezó a publicar la columna «Plaza Pública» en Cine Mundial, de la Ciudad de México; al día de su muerte, la columna aparecía en diversos diarios, entre los que destacan Reforma, Mural y El Norte. Asimismo, escribió las columnas «La Calle». «Diario de un Espectador», en el diario Metro e «Interés Público» en el semanario Proceso. Tuvo un programa diario de radio con el nombre de Plaza Pública en XEUN Radio Universidad de la Universidad Nacional Autónoma de México (UNAM).
Fue subdirector editorial de Excélsior (1976); director y gerente de Proceso (1976–1977); jefe de los noticieros del canal 11 (1977); director general de Radio Educación (1978-1979); director de La Jornada (1988-1990); director general de la revista Mira (1990-1994). En 1997 fundó el suplemento de libros Hoja por Hoja.
En 2002 recibió el Premio Universidad Nacional, otorgado por la UNAM, en la categoría de Creación Artística y Extensión de la Cultura. En 2008 recibió la Medalla Belisario Domínguez por su lucha constante en pro de la libertad de expresión y la justicia en México. El 28 de febrero de 2008, fue elegido miembro de número de la Academia Mexicana de la Lengua, tomó posesión de la silla XXIX el 14 de mayo de 2009. Fue miembro honorario del Seminario de Cultura Mexicana.

## Fallecimiento
El analista político se despidió de sus lectores poco antes de morir. Sin dar explicaciones, aunque se sabía que padecía cáncer desde 2007 y que la enfermedad había mermado su salud, en su columna «Plaza Pública» del viernes 14 de octubre de 2011, en el diario Reforma escribió: 

Es deseable que el espíritu impulse a la música y otras artes y ciencias y otras formas de hacer que renazca la vida, permitan a nuestro país escapar de la pudrición que no es destino inexorable. Sé que es un deseo pueril, pero en él creo, pues he visto que esa mutación se concrete. Esta es la última vez en que nos encontramos. Con esa convicción digo adiós.

Dos días después de despedirse de sus lectores, a los 70 años, falleció en la Ciudad de México.

## Obras
Granados Chapa es autor de varios libros, entre los cuales se pueden citar:
- Excelsior y otros temas de comunicación (El Caballito, 1980).
- Examen de la comunicación en México (El Caballito, 1981).
- La Banca nuestra de cada día (Océano, 1982).
- La reforma política (Universidad Autónoma Metropolitana, Unidad Azcapotzalco, 1982).
- Alfonso Cravioto, un liberal hidalguense (Océano, 1984).
- Votar, ¿para qué? manual de elecciones (Océano, 1985).
- Comunicación y política (Océano, 1986).
- Vicente García Torres, monitor de la República (CEHINHAC, Hidalgo 1987).
- ¡Nava sí, Zapata no!: la hora de San Luis Potosí: crónica de una lucha que triunfó (Grijalbo, 1992).
- ¡Escuche Carlos Salinas!: una respuesta al villano favorito (Océano. 1996).
- Siglo de Fidel Velázquez (Pangea, 1996).
- Vivir en San Lázaro: cien días de una legislatura (Oceano, 1998).
- Constancia hidalguense (Grijalbo, 1999).
- Fox & Co. biografía no autorizada (Grijalbo, 2000).
- Tiempo de Ruptura: la fracción elbiazul, crónica parlamentaria 2003 (Planeta, 2004)
- Buendía. El primer asesinato de la narcopolítica en México (Grijalbo, 2012).

## Otras actividades
- Entre 1994 y 1996 fue consejero ciudadano en el Consejo General del Instituto Federal Electoral.
- Fue candidato a gobernador de Hidalgo por el Partido de la Revolución Democrática y el Partido del Trabajo en 1999, quedando en tercer lugar.

## Reconocimientos
A lo largo de sus más de 40 años de trayectoria, Granados Chapa fue merecedor de innumerables reconocimientos, algunos de los cuales son:
- Premio Nacional de Periodismo de México 1981, por artículo de fondo.[6]
- Premio Universidad Nacional Autónoma de México 2002, en el área Creación Artística y Extensión de la Cultura.[7]
- Premio Nacional de Periodismo de México 2004, por trayectoria periodística.[8]
- Premio a Mejor Columna Periodística del Certamen Nacional de Periodismo otorgado por Club de Periodistas de México A.C.[9]
- Medalla Belisario Domínguez del Senado de la República 2008.[10]
- Ganador del Homenaje del Nuevo Periodismo Cemex.[11]
- Doctor honoris causa por la Universidad Autónoma Metropolitana en 2009.[12]
- Premio Nacional de Periodismo Carlos Septién García 2011 (entrega póstuma).[13]